# Skälvum
Skälvum är kyrkbyn i Skälvums socken i Götene kommun i Västergötland. Orten ligger vid riksväg 44 några kilometer väster om Götene.